# Linyphia mimonti
Linyphia mimonti là một loài nhện trong họ Linyphiidae.
Loài này thuộc chi Linyphia. Linyphia mimonti được Eugène Simon miêu tả năm 1884.